# Žábronožka sněžní
Žábronožka sněžní (Eubranchipus grubii) je ohrožený malý korýš (30mm) z řádu žábronožek (Anostraca), který se živí mikroplanktonem. Dožívá se jen 2 až 3 týdny. Žije v nížinách východní, střední a severní Evropy, především v rybnících a lesních tůních. Pro svůj zvláštní vzhled a možnost přežívat mnoho let v cystě a líhnout se pouze za příznivých podmínek bývá často označována jako "pravěký rak". V České republice je chráněna zákonem. 

## Charakteristika
Žábronožka sněžní je nespecificky zbarvená, někdy oranžová až červenohnědá, na kloubech a na hranicích segmentů může mít zelenkavé až modré zbarvení. Složené oči jsou stopkaté.
Obě pohlaví mají pár nitkovitých, poměrně krátkých prvních tykadel. Druhá tykadla jsou u samců a samic odlišně tvarovaná. U samců mají laločnaté přívěsky, které mohou být stočené. Dospělé samice lze rozpoznat podle břišních snůškových váčků, které jsou naplněny vajíčky. 